# 프런트로
프런트로(Front Row)는 맥킨토시 컴퓨터 프로그램으로 사용자의 미디어 재생을 맨 앞에서 관리해주는 프로그램이다. 매킨토시 컴퓨터와 번들된 애플리모트를 사용하면 컴퓨터 화면이 어두워지면서 프런트로의 4개 선택화면으로 바뀐다. 영화, 음악재생, 사진보기등을 쉽게 제어할 수 있다. 2005년 10월 12일 스티브 잡스가 발표하였다. 그후에 판매되는 애플 컴퓨터에 번들로 내장되어 있다.
참고로 애플 TV는 새로운 버전의 프런트로를 사용한다.